# (5502) Brashear
(5502) Brashear (1984 EC) – planetoida z grupy pasa głównego asteroid okrążająca Słońce w ciągu 4,37 lat w średniej odległości 2,67 j.a. Odkryta 1 marca 1984 roku.